# Iosif Rabinovici
Iosif Rabinovici, de asemenea cunoscut în germană  ca, Joseph Rabinowitsch (în ebraică יוסף רבינוביץ ן), (n. 23 septembrie 1837, în Rezina la Nistru, Basarabia, Imperiul Rus; m. pe 17 mai 1899 în Odessa), avocat ruso- evreu, cel mai faimos  evreu mesianic al secolului XIX și fondator al mișcării creștine rusești din sud.

## Date biografice
A trăit în Chișinău, oraș din sud-vestul vechiului Imperiu Rus (Basarabia), în prezent capitala Republicii Moldova. Iosif și-a pierdut mama sa la o vârstă fragedă și a fost luat în casa bunicului său matern până la vârsta de unsprezece ani. În timpul tinereții sale, fiind instruit într-o comunitate chasidică, el a arătat, de asemenea, mare promisiune si în capacitatea lui literară. După ce a fost căsătorit la vârsta de 19 ani, fratele său vitreg, Jehiel Hershensohn, l-a introdus pentru prima dată la Noul Legământ, când ia împrumutat o copie în ebraică și a sugerat că  Ieșua (în ebraică – ישוע) a fost, probabil,  Mesia. Rabinovici, la început surprins, a părăsit Chasidismul și a continuat studiu biblic pe cont propriu. Rabinovici s-a întors cu bunicul său și a urmat drept profesie ca avocat; el a vrut să devină un legiuitor printre propriu său popor evreu. 
Trăind la Chisinau, el a luat un mare interes în afacerile comunității sale și în mod frecvent a predat și a scris pentru ziarele evreiești, devenind cunoscut pentru ideile sale reformatoare și progresiste. După un val de persecuții, Rabinovici pornește cu Noul Testament la mână călătorind în 1882 la Ierusalim, pentru a întemeia o colonie evreiască. Convertirea sa a avut loc la Muntele Măslinilor, privind la Moscheea lui Omar unde stătuse ultimul Templu, umplut cu gloria acestei mari viziuni, care ia venit în minte ca un fulger: - cheia în Țara Sfântă a fost în mâinile "fratelui" său Ieșua. A fondat în 1884, la Chișinău, sub influența  pogromului local o comunitate numită "Israeliții Noului Legământ", dar a refuzat să adere la o anumită biserică creștină, și a subliniat independența  evreilor creștini față de Biserica Creștină. Cu toate acestea, el recunoaște pe  Iisus, ca promisul Mesia a poporului lui Israel. Rabinovici stabilește credința lui nou-găsită într-o serie de treisprezece articole, pe care le-a modelat pe opera lui  Maimonide. A fost botezat în 1885 la Berlin și a fost invitat să se alăture Bisericii Luterane și Bisericii Ruse. Se spune că nu a slujit în cadrul unei biserici creștine din cauza unei juruințe personale prin care s-a angajat să nu intre într-o biserică care are cruce deasupra.
Prin influența lui Iosif Rabinovici, atitudinea generală a poporului evreu față de Ieșua s-a îmbunătățit considerabil, și chiar dacă mulți creștini au privit ciudată această alianță de creștinism și iudaism, în Marea Britanie a fost înființată o comisie pentru a sprijini "Lucrarea lui Rabinovici". 
Iosif Rabinovici a murit în 1899, dar activitatea sa a continuat în secolul al XX-lea să elimine decalajul dintre Biserică și Sinagogă, prin persoana lui Ieșua.

## Lucrări
- „"Descrierile Rusiei"”. Anuarul pentru istoria evreilor și a Iudaismului'. Leipzig: Institutul pentru Promovarea literaturii ebraice (Institut zur Förderung der israelitischen Literatur (Hrsg.), Leipzig 1860–1869). 1860.
- Chetuvim le-Ieșurun. Publicat în Franceză ca Suferințele lui Mesia (Les souffrances du Messie). Paris: Dépôt Central. 1890.
- Două predici ținute în Casa lui Dumnezeu "Betleem" în Chișinău (Zwei Predigten in dem Gotteshause Bethlehem in Kischinew). Leipzig: Dörffling & Franke. 1885.
- Noi Documente de sud-rusice creștinizări (Neue Documente der südrussischen Christentumsbewegung). Leipzig: Dörffling & Franke. 1887.
- O Scurtă Biografie a rev. Iosif Rabinovici din Chișinău, Rusia: Cu extrase din predicile lui (A Short Biography of Rev. Joseph Rabinowitsch of Kishinew, Russia: With Extracts from His Sermons). K.C. Holter. 1917.
- Franz Delitzsch (Ed.): Rabinovici, Iosif (1887). Documente ale Mișcării Creștine din Sudul Rusiei.” Autobiografie și Predici. Leipzig: Franz Delitzsch Ed.

## Literatură
- I. Fauerholdt: Rabinowitsch Iosif. O cifră profetic al iudaismului modern, în: scrierile mici pe misiunea evrei, Volumul 8, Leipzig 1914
- Kai Hansen-Kjaer:Josef Rabinowitsch og messianske bevægelse den. Forlaget Bine-Bog, Aarhus 1988th - traducerea în limba engleză:Iosif Rabinowitz și mișcarea mesianic. Inimacreștinismului evreiești, Comunicat de amanet [ua], Edinburgh, 1995, ISBN 1-871828-37-6 și ISBN 0-8028-0859-X